# Zempléni P. Gyula
Zempléni P. Gyula, született Pollák Gerzson (Tállya, 1856. július 28. – Budapest, Józsefváros, 1902. június 6.) író, újságíró, műfordító, lapszerkesztő.

## Élete
Pollák Sándor (1816–1885) és Krausz Róza fiaként született magyarországi zsidó családba. Tanulmányait a kassai premontrei katolikus főgimnáziumban kezdte, majd az ottani jogakadémián tanult. Már jogászként hírlapírással foglalkozott, s elsőként a Kassán megjelenő Felvidéki Közlönynél működött. Nyelvismeretei a fordítások felé terelték. Fordított angol, francia, olasz és német nyelvből. Mintegy negyven ifjúsági munkája jelent meg. Nyolc évig segédszerkesztője, majd szerkesztője volt a Magyar Ifjúság című ifjúsági hetilapnak, öt évig pedig segédszerkesztője a Révai testvérek Regényvilág című folyóiratának. 1878-tól Budapesten élt, s több nagy lap volt belső munkatársa volt. Jogi szaklapokba is írt cikkeket, illetve évekig a Magyarország című politikai napilap rovatvezetője volt. Könyvtárnoka volt a Budapesti Újságírók Egyesületének és igazgatótanácsosa az Újságírók Segélyegyesületének. Pollák családi nevét 1884-ben változtatta Zemplénire.
A Kerepesi úti temetőben helyezték örök nyugalomra.
Felesége Elek Irma (Zempléni P. Gyuláné) írónő volt, Tábori Róbert sógornője, akit 1887. szeptember 8-án az aradi izraelita imaházban vett nőül.

## Munkái
- Cantacuzéne-Altieri Olga herczegnő, a kit ketten szeretnek. Regény. Ford. Budapest, 1882.
- Henry Gréville, Az asszony kegyelméből. Regény. Ford. Budapest, 1882. (Révai-féle Salon-Könyvtár).
- Marlitt E., Az ispán cselédje. Regény. Ford. Budapest, 1883.
- Ivan Turgenyev, Költemények prózában. Ford. Budapest, 1883. (Olcsó Könyvtár 172.)
- Jacques Fromental Halévy, A tisztelendő úr. Regény. Ford. Budapest, 1884.
- Catulle Mendés, Budoir-történetek. Ford. Budapest, 1885.
- Verne Gyula, Fekete Indiák. Regény. Fordítás. Budapest, 1891.
- A vasgyáros. Regény. Írta Georges Ohnet. Ford. Budapest. 1891.
- Strogoff Mihály utazása Moszkvától Irkutskig. Írta Jules Verne. Ford. Budapest, (1891) Két kötet.
- Hatezer mértföldnyire a tenger alatt, Verne után fordította. Budapest, 1891.
- Öt hét a léghajón. Függelékül: Egy dráma Mexikóban. (novella) Verne után. Ford. Budapest, 1891.
- Utazás a föld körül nyolczvan nap alatt. Verne után fordította. Budapest, 1891.
- A muzsikus gyermek. Elbeszélés 11–14 éves gyermekek számára. Idegen forrásból átültette. Négy színes képpel. Budapest és Bécs, 1891.
- Az angyalka és egyéb elbeszélések. 10–12 éves gyermekek számára. Négy színes képpel. Budapest, 1891.
- A föld. (La terre.) Émile Zola után fordította. Első és teljes kiadás. Budapest, év n.
- Grimm meséi. Ifjúság számára gyűjtötte és átdolgozta. Hat színes képpel. Budapest, év n.
- A munka. Émile Zola után fordította, Budapest, év n.
- Bőrharisnya történetek. Cooper után az ifjúság számára átdolgozta. Hat színes képpel. Budapest, év. n.
- Rózsakastély és egyéb elbeszélések fiúk számára, Négy szines képpel. Budapest (1891).
- Tündérszép mesevilág. Ötven kis történet. Négy szines képpel. Budapest, 1891.
- Mesekincstár. Ötven szép kis elbeszélés. 6–11 éves gyermekek számára. Budapest (1891).
- Tündérmesék és csodaszép elbeszélések. Kis híveinek elmondja. Sok színes képpel. Budapest, (1891).
- Maczkó Feri története. Mesés elbeszélés az ifjúság számára. Budapest, 1893. (2. kiadás. Budapest, év n.)
- A gőzház. Verne után fordította. Budapest, 1892.
- Ox doktor eszméje. Zachariás mester. Dráma a levegőben. Telelés a jégen. A Mont Blanc megmászása. Verne után fordította. Budapest, 1892.
- Utazás a holdba[8][9] és a hold körül. Közvetlen út 97 óra és 20 percz alatt. Verne után fordította. Budapest, 1892.
- A zöld sugár. Függelékül: Tíz órán át a vadászaton. (Novella) Verne után fordította. Budapest, 1892.
- Tizenötéves kapitány. Verne után fordította. Budapest, 1892.
- Egy uszó város. A zártörők. Verne után fordította. Budapest, 1894.
- Dél csillaga. Verne után Ford. Budapest, 1893.
- A vadember. Elbeszélés az indiánok életéből. Budapest, 1893.
- Balkézről. Elbeszélések. Írta Guy de Maupassant. Ford. Budapest, 1894.
- Asszonyok kegyeltje. (Bel Ami.) Regény. Írta Guy de Maupassant. Ford, Budapest, 1895.
- Boldog és boldogtalan szerelem. (Novellák.) Írta Guy de Maupassant. Ford. Budapest, 1895. (2. kiadás. Budapest, 1899.)
- Fifi kisasszony. és egyéb elbeszélések. Írta Guy de Maupassant. Ford. Budapest, 1895.
- Mámorító történetek. (Le Horla.) Írta Guy de Maupassant. Ford. Budapest, 1895.
- Sándor Mátyás. Írta: Jules Verne. Fordította. Budapest, 1897–98. két kötet.
- A rejtelmes sziget. Verne után fordította. Budapest, 1898.
- A csillagok világa. (Népszerű csillagászat.) Írta Camille Flamarion. Ford. Budapest, 1898. két kötet Rajzokkal és szövegábrákkal.
- Egy szegény ifjú története. Írta Feuillet Octave. Ford. Budapest, 1899.
- A mi szivünk. Regény. Írta Guy de Maupassant. Ford. Budapest, 1899. (Athenaeum Olvasótára. Ism. Vas. Ujs. 8. sz.)
- A hálókocsik ellenőre. Vígjáték 3 felvonásban. Írta Bisson. Ford. Budapest. 1900. (Fővárosi Szinházak Műsora 63).
- Az állat az emberben. Regény. Ford. Zola Emil u. Budapest. 1905.
- Szibéria. Írta Kennan György. Ford. Budapest. 1905.
- A száműzöttek sorsa Szibériában. Írta Kennan György. Ford. Budapest. 1905.
- Floridai kalandhősök. Goulding után ford. Budapest, 1905.
- A munka. Írta: Émile Zola. franciából fordította. Budapest, 1905.
- Két év vakáció. Regény. Írta: Jules Verne. Ford. Budapest, 1907. Két kötet.
- A piros ház (elbeszélés) 8-12 éves gyermekek részére Hoffmann A. után fordította Budapest, év n.